# Walk On (John Hiatt)
| Recensione                        | Giudizio        |
| --------------------------------- | --------------- |
| AllMusic                          | [ 1 ]           |
| The New Rolling Stone Album Guide | [ 2 ]           |
| Sputnikmusic                      | 4.0 (Excellent) |
| Piero Scaruffi                    | [ 4 ]           |
| Dizionario del Pop-Rock           | [ 5 ]           |
| 24.000 dischi                     | [ 6 ]           |

Walk On è un album di John Hiatt, pubblicato dall'etichetta discografica Capitol Records il 25 ottobre 1995.

## Tracce
Brani composti da John Hiatt.
1. Cry Love – 4:19
2. You Must Go – 4:24
3. Walk On – 5:10
4. Good as She Could Be – 3:29
5. The River Knows Your Name – 4:25
6. Native Son – 3:55
7. Dust Down a Country Road – 4:04
8. Ethylene – 4:06
9. I Can't Wait – 4:29
10. Shredding the Document – 5:19
11. Wrote It Down and Burned It – 5:59
12. Your Love Is My Rest – 4:32
13. Friend of Mine – 3:15
14. Mile High – 5:42

Durata totale: 63:08
Mile High non è presente nella tracklist del CD originale

## Formazione
- John Hiatt - voce, chitarra acustica, chitarra elettrica, pianoforte elettrico, pianoforte wurlitzer
- David Immerglück - chitarra elettrica, chitarra slide, mandolino, chitarra pedal steel, chitarra three-stringed stick, accompagnamento vocale, coro (brani: Dust Down a Country Road e Ethylene)
- Davey Faragher - basso, accompagnamento vocale
- Michael Urbano - batteria, percussioni

Musicisti aggiunti
- Bonnie Raitt - accompagnamento vocale (brano: I Can't Wait)
- Gary Louris - accompagnamento vocale (brano: You Must Go)
- Mark Olson -  accompagnamento vocale (brano: You Must Go)
- Lisa Haley - violino (brani: Walk On e The River Knows Your Name)
- Benmont Tench - pianoforte, clavicembalo (brano: Shredding the Document) e organo a canne (brano: The River Knows Your Name)

Note aggiuntive
- Don Smith - produttore (per la Moondog Productions, Inc.)
- Tim Devine - produttore esecutivo
- Gary Gersh - produttore esecutivo
- Davey Faragher - produttore associato
- Registrazione effettuata al The Castle Recording Studios, Franklin, Tennessee
- Don Smith - ingegnere della registrazione
- Greg Goldman - ingegnere della registrazione
- Mark Nevers - assistente alla registrazione
- Thomas Johnson - assistente alla registrazione
- Mixaggio effettuato al A&M Studios di Hollywood, California ed al The Journey Room di Malibu, California
- Shelley Yakus - tecnico del mixaggio
- Don Smith - tecnico del mixaggio
- John Augto - assistente al mixaggio
- Mike Baumgartner - assistente al mixaggio
- Ken Villeneuve - assistente al mixaggio
- Eddie Schreyer - masterizzazione[7]